# Domnom-lès-Dieuze

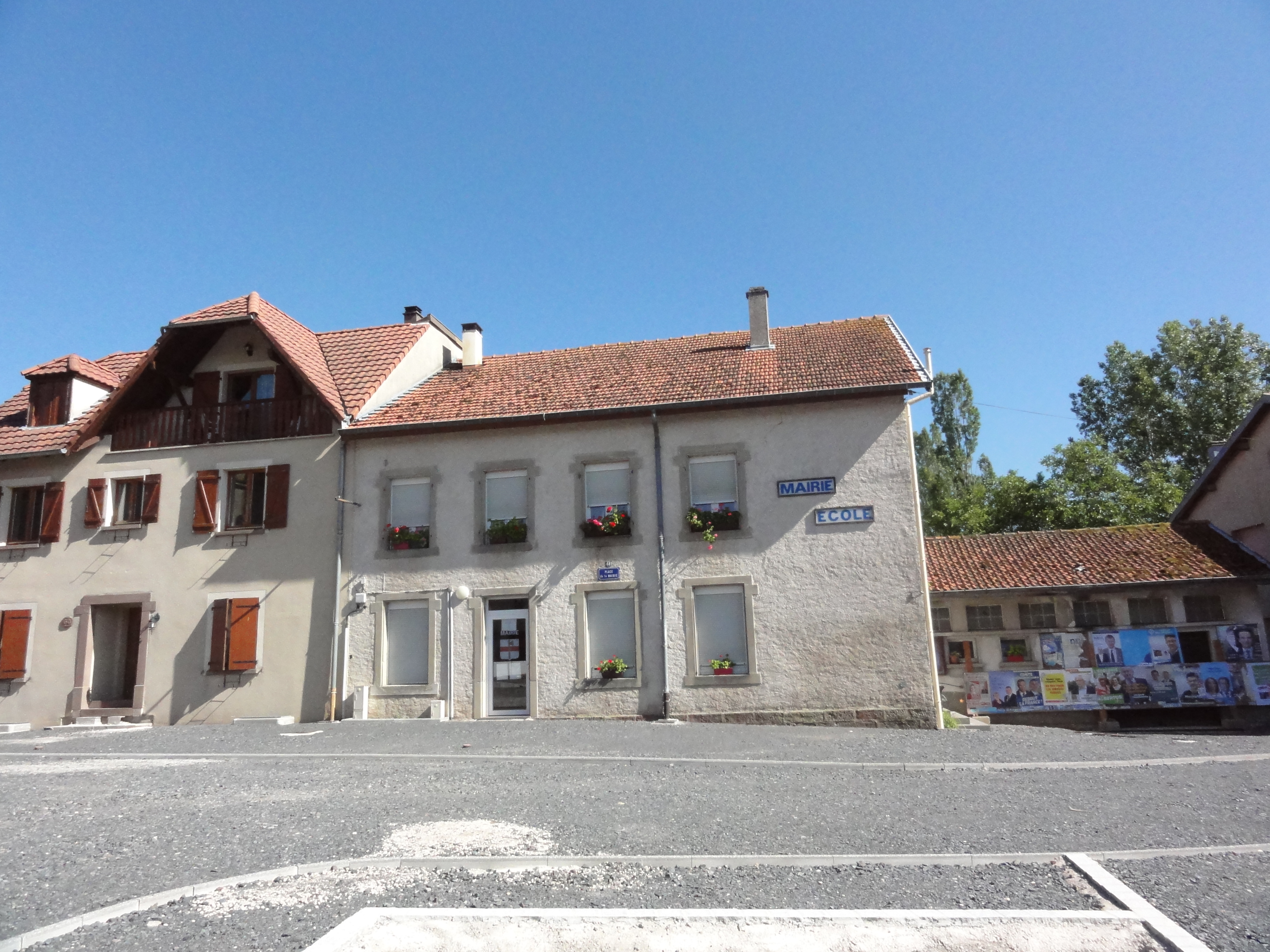
Rathaus- und Schulgebäude

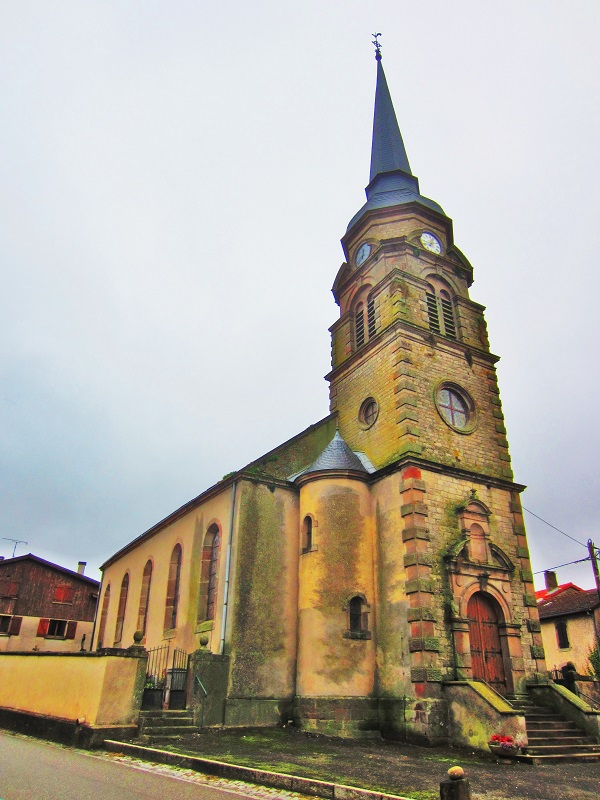
Kirche St. Matthieu

Domnom-lès-Dieuze (deutsch Dommenheim) ist eine französische Gemeinde mit 97 Einwohnern (Stand 1. Januar 2022) im Département Moselle in der Region Grand Est (bis 2015 Lothringen). Sie gehört zum Arrondissement Sarrebourg-Château-Salins, zum Kanton Le Saulnois und zum Kommunalverband Saulnois.

## Geographie
Domnom-lès-Dieuze liegt in Lothringen im Saulnois, 70 Kilometer südöstlich von Metz, 26 Kilometer nordöstlich von Château-Salins, 24 Kilometer nordwestlich von Sarrebourg (Saarburg) und etwa zehn Kilometer nordöstlich von Dieuze.
Die Straße D 27 führt durch das Gemeindegebiet und verbindet den Ort mit den Nachbargemeinden Bassing (Bessingen) und Cutting (Kuttingen).

## Geschichte
Den heutigen Namen erhielt das Dorf im Juli 1994, davor (nach 1862) hieß es Domnon-lès-Dieuze.
Domnom-lès-Dieuze wurde erstmals 1297 im Kopialbuch des Klosters Vergaville urkundlich als Domenheim erwähnt, als es Güter von Robert von Torcheville bekam. Die Ortschaft gehörte früher zum Herzogtum Lothringen.
Der Ortsname setzt sich aus dem germanischen Namen Duomo(n) und der Ortsnamensendung -heim zusammen. Die Vokale „o“ und „e“ in Domonhem wurden zu Domenhom verdreht. Später wurde das „e“ ganz unterschlagen.
Die Ortschaft war Teil der Seigneurie von Marimont-lès-Bénestroff. Marimont-lès-Bénestroff war Sitz einer Bailliage der Habsburger. Um 1618 gehörte Domnom-lès-Dieuze zu einer Bürgermeisterei (Mairie), deren Hauptort Cutting war. Ab 1698 gehörte es zur Vogtei von Dieuze. Die Pfarrei von Domnom-lès-Dieuze unterstand dem Erzpriester von Vergaville.
Domnom-lès-Dieuze wurde 1635 während des Dreißigjährigen Krieges völlig zerstört, nach Friedensschluss lebten im Jahre 1650 nur noch zwei Familien dort, nach anderen Angaben nur noch zwei Einwohner. 1594 wurde hier eine Frau als Hexe verbrannt.
1793 erhielt Domnom-lès-Dieuze im Zuge der Französischen Revolution (1789–1799) als Dominom den Status einer Gemeinde und 1801 als Domnom das Recht auf kommunale Selbstverwaltung. Die Gemeinde lag von 1801 bis 1871 im früheren französischen Département Meurthe, das 1871 in Département Meurthe-et-Moselle umbenannt wurde.
Durch den Frankfurter Frieden vom 10. Mai 1871 kam die Region an das deutsche Reichsland Elsaß-Lothringen, und das Dorf wurde dem Kreis Château-Salins im Bezirk Lothringen zugeordnet. Die Dorfbewohner betrieben Getreide-, Wein-, Obst- und Gemüsebau; am Ort gab es zwei Mühlen, eine Brauerei, eine Gerberei, eine Ziegelei und einen Steinbruch.
Nach dem Ersten Weltkrieg musste die Region aufgrund der Bestimmungen des Versailler Vertrags 1919 an Frankreich abgetreten werden und wurde Teil des Département Moselle. Im Zweiten Weltkrieg war die Region von der deutschen Wehrmacht besetzt.

### Bevölkerungsentwicklung
| Jahr                       | 1962 | 1968 | 1975 | 1982 | 1990 | 1999 | 2011 | 2019 |
| Einwohner                  | 165  | 144  | 152  | 130  | 109  | 100  | 91   | 78   |
| Quellen: Cassini und INSEE |      |      |      |      |      |      |      |      |

## Wappen
Das Wappen der Gemeinde ist silbern mit einem roten Querstreifen und entspricht bis dahin dem Wappen von Marimont-lès-Bénestroff. In der Mitte zeigt das Wappen eine goldene Axt, ein Attribut des Apostels Matthias, des Schutzpatrons der Ortschaft. Die metallischen heraldischen Farben silber und gold werden auf den Wappen in weiß und gelb dargestellt.